# Masatada Ishii
Masatada Ishii (石井 正忠, Ishii Masatada, Chiba, 1 februari 1967) is een Japans voormalig voetballer die als middenvelder speelde.

## Clubcarrière
In 1985 ging Ishii naar de Juntendo University, waar hij in het schoolteam voetbalde. Nadat hij in 1989 afstudeerde, ging Ishii spelen voor NTT Kanto. In 2 jaar speelde hij er 43 competitiewedstrijden. Hij tekende in 1991 bij Sumitomo Metal, de voorloper van Kashima Antlers. Met deze club werd hij in 1996 kampioen van Japan. In 7 jaar speelde hij er 109 competitiewedstrijden en scoorde 3 goals. Hij tekende in 1998 bij Avispa Fukuoka. Ishii beëindigde zijn spelersloopbaan in 1998.

## Carrière
Masatada Ishii speelde tussen 1989 en 1998 voor NTT Kanto, Kashima Antlers en Avispa Fukuoka.

## Statistieken

### J.League
| Seizoen | Club            | Competitie | J.League | J.League | J.League Cup | J.League Cup | Totaal | Totaal |
| Seizoen | Club            | Competitie | Wed.     | Dlp.     | Wed.         | Dlp.         | Wed.   | Dlp.   |
| ------- | --------------- | ---------- | -------- | -------- | ------------ | ------------ | ------ | ------ |
| 1992    | Kashima Antlers | J1 League  | -        | -        | 6            | 0            | 6      | 0      |
| 1993    | Kashima Antlers | J1 League  | 22       | 2        | 5            | 0            | 27     | 2      |
| 1994    | Kashima Antlers | J1 League  | 30       | 1        | 1            | 0            | 31     | 1      |
| 1995    | Kashima Antlers | J1 League  | 30       | 0        | -            | -            | 30     | 0      |
| 1996    | Kashima Antlers | J1 League  | 1        | 0        | 10           | 1            | 11     | 1      |
| 1997    | Kashima Antlers | J1 League  | 11       | 0        | 5            | 0            | 16     | 0      |
| 1998    | Avispa Fukuoka  | J1 League  | 1        | 0        | 0            | 0            | 1      | 0      |
| Totaal  | Totaal          | Totaal     | 95       | 3        | 27           | 1            | 122    | 4      |